# Rebecca Stott

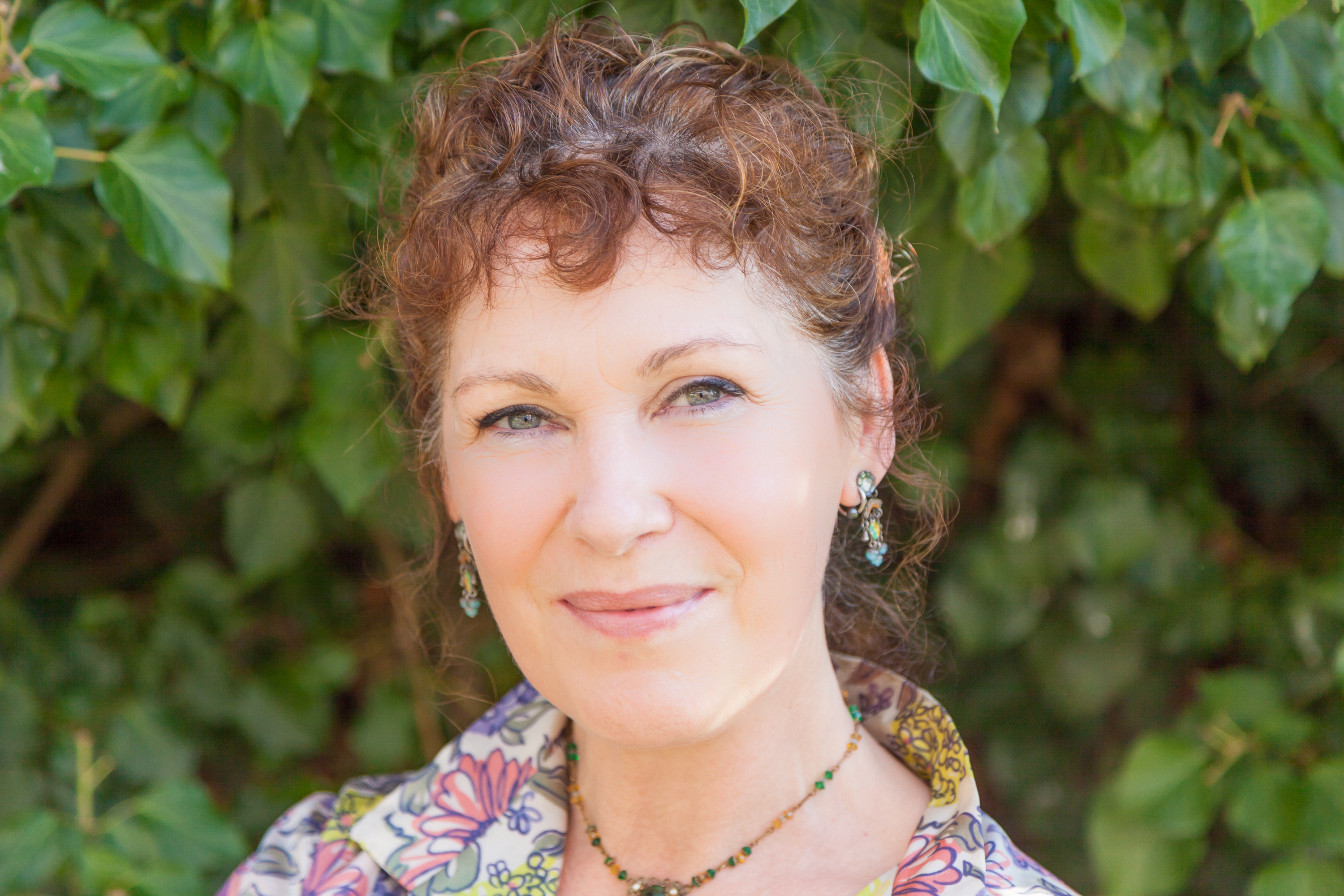
Rebecca Stott

Rebecca Stott (geboren 24. September 1964 in Cambridge) ist eine britische Literaturwissenschaftlerin und Schriftstellerin.

## Leben
Rebecca Stott wuchs in einer christlich-fundamentalistischen Familie auf, die den Raven-Brüdern angehörte; ihre Eltern verließen allerdings in den 1970er Jahren die Gemeinde. Stott studierte Englisch und Kunstgeschichte an der University of York und wurde dort auch promoviert.
Sie arbeitete als Dozentin an der University of York, der University of Leeds und der Anglia Ruskin University in Cambridge. Sie erhielt eine Professur an der University of East Anglia in Norwich. Sie ist ein Affiliated Scholar des Department of the History and Philosophy of Science der University of Cambridge.
Stott veröffentlichte 2007 mit Ghostwalk und 2009 The Coral Thief zwei Thriller als Historienromane. Sie schrieb eine Biografie über Charles Darwin, Darwin and the Barnacle, und mit Darwin’s Ghosts ein weiteres Buch zu dessen Vorläufern.
Stott hat drei Kinder und lebt und arbeitet in London und Norwich.

## Werke (Auswahl)
- The Fabrication of the Late Victorian Femme Fatale. Macmillan, Basingstoke 1992
- Tennyson. Longman, London 1996
- mit Simon Avery: Elizabeth Barrett Browning. Longman, London 2003
- Oyster. Reaktion, London 2003
- Theatres of Glass: The Woman Who Brought the Sea to the City. London 2003
- Darwin and the Barnacle. W.W. Norton, New York 2003
- Ghostwalk. Spiegel & Grau, New York 2007
  - Und Blut soll dich verfolgen: Roman. Übersetzung Renate Orth-Guttmann. Blessing, München 2007
- The Coral Thief. Spiegel & Grau, New York 2009
  - Die Korallendiebin: Roman. Übersetzung Renate Orth-Guttmann. Blessing, München 2011
- Darwin’s Ghosts: In Search of the First Evolutionists. Spiegel & Grau, New York 2012
- In the Days of Rain: a Daughter, a Father, a Cult. Autobiografie. Random House, New York 2017
- Dark Earth. Random House, New York 2022, ISBN 978-0-8129-8911-3.

## Auszeichnungen
- 2017 Costa Book Award (Biografie) für In the Days of Rain